# Higashiyodogawa-ku
Nishiyodogawa-ku (東淀川区?) è uno dei 24 quartieri di Ōsaka, in Giappone. Ha un'area di 13,27 km² e nel 2015 contava su una popolazione di 175 587 abitanti.

## Geografia fisica
Il quartiere si trova in un territorio interamente pianeggiante nell'estremità nord-occidentale della città ed è bagnato dalle acque dei fiumi Yodo, che ne delimita i confini a sud e a ovest, e Kanzaki, che ne delimita il confine a nord. A ovest il confine corrisponde ai binari della Linea JR Kyōto. Sulla riva opposta del Kanzaki si estende la città di Suita, a est confina con Settsu e Moriguchi, a ovest con il quartiere Yodogawa-ku e a sud con i quartieri di Osaka Kita-ku, Miyakojima-ku e Asahi-ku.

## Storia
Negli antichi periodi Jōmon e Yayoi, quest'area era chiamata Naniwa Yasoshima per l'ampio numero di bassi corsi d'acqua e isolotti coperti di canne che la caratterizzavano. Il territorio odierno di Higashiyodogawa-ku è il risultato delle frequenti inondazioni di questi isolotti e dei sedimenti portati da corsi d'acqua nel corso dei secoli. Il quartiere fu istituito nel'aprile 1925, in occasione della seconda espansione della città. Fu riorganizzato nel 1943 e nel 1974 prese le dimensioni attuali dopo che fu smembrato per creare il vicino quartiere Yodogawa-ku. Higashiyodogawa-ku è diventato il secondo quartiere più popolato di Osaka.

## Monumenti e luoghi d'interesse

### Architetture religiose
Tra i vari edifici religiosi del quartiere si distingue il tempio buddhista di Sennen-ji, dove sono conservate pregevoli statue in legno raffiguranti Buddha risalenti all'XI e XII secolo e inserite nella lista degli assetti culturali della città.

### Aree naturali
La presenza di diversi corsi d'acqua ha favorito lo sviluppo di diverse aree naturali nel quartiere, dove si trovano anche zone rurali verdi. Lungo lo Yodo e il Kanzaki sono stati ricavati parchi cittadini attraversati dalla pista ciclabile di Naniwa. Un vecchio impianto del circondario di Kumijima per fornire acqua alla popolazione è stato convertito in un museo che passa in rassegna i lavori idrici eseguiti in passato nel quartiere collegati allo Yodo. All'interno del suo vasto parco sono stati piantati molti ciliegi giapponesi e in primavera viene affollato da cittadini che accorrono in occasione dell'hanami, tradizione nazionale di ammirare i caratteristici fiori di ciliegio, detti anche sakura.

### Shopping
Tra le zone più vive del quartiere vi è il circondario di Awaji, al cui interno si trova uno Shōtengai, negozi, ristoranti e servizi vari. Awaji assume particolare importanza anche come snodo ferroviario.

## Infrastrutture e trasporti

### Ferrovie
La stazione ferroviaria più importante è quella di Shin Osaka, a cui si accede dall'estremità occidentale del quartiere. È uno dei maggiori snodi ferroviari del paese e serve i treni della Linea JR Kyōto nonché quelli ad alta velocità del Sanyō Shinkansen e Tōkaidō Shinkansen.
Di rilievo anche la stazione di Awaji delle Ferrovie Hankyū, dove fermano i treni della linea principale Hankyū Kyōto e della linea Hankyū Senri. Nelle immediate vicinanze è stata inaugurata nel 2019 la stazione di Awaji della Linea Ōsaka Higashi.
Nella zona orientale di Higashiyodogawa-ku vi sono due stazioni intermedie e quella terminale della linea Imazatosuji della metropolitana di Osaka.